# 橋爪勇樹
橋爪 勇樹（はしづめ ゆうき、1990年8月10日 - ）は、長野県上田市出身の元プロサッカー選手。ポジションは、ディフェンダー、フォワード。

## 来歴
小学校4年でサッカーを始める。中学・高校時代は上田ジェンシャン、創造学園大学附属高校でそれぞれプレーした。2009年、ヴァンフォーレ甲府と業務提携を締結した山梨学院大学の強化育成1期生として同大学に入学。チームは東京都大学サッカーリーグ3部からスタートしたが、2010年に2部、2011年に1部へ昇格。FWとしてチームを牽引し、2011年にはリーグ戦の得点王とMVPを獲得した。
2013年より、大学の業務提携先であるヴァンフォーレ甲府へ入団。同年4月、FWから右サイドバックにコンバートされた。
2020年12月23日、契約満了による退団が発表された。
2021年1月25日に現役引退を表明し、アカデミーコーチに就任した。

## 所属クラブ
ユース経歴
- 2001年 - 2002年 神川FC（上田市立神川小学校）
- 2003年 - 2005年 上田ジェンシャン（上田市立第一中学校）
- 2006年 - 2008年 創造学園大学附属高等学校[6]
- 2009年 - 2012年 山梨学院大学

プロ経歴
- 2013年 - 2020年  ヴァンフォーレ甲府

## 個人成績
| 国内大会個人成績 | 国内大会個人成績 | 国内大会個人成績 | 国内大会個人成績 | 国内大会個人成績 | 国内大会個人成績 | 国内大会個人成績 | 国内大会個人成績 | 国内大会個人成績 | 国内大会個人成績 | 国内大会個人成績 | 国内大会個人成績 |
| 年度             | クラブ           | 背番号           | リーグ           | リーグ戦         | リーグ戦         | リーグ杯         | リーグ杯         | オープン杯       | オープン杯       | 期間通算         | 期間通算         |
| 年度             | クラブ           | 背番号           | リーグ           | 出場             | 得点             | 出場             | 得点             | 出場             | 得点             | 出場             | 得点             |
| 日本             | 日本             | 日本             | 日本             | リーグ戦         | リーグ戦         | リーグ杯         | リーグ杯         | 天皇杯           | 天皇杯           | 期間通算         | 期間通算         |
| ---------------- | ---------------- | ---------------- | ---------------- | ---------------- | ---------------- | ---------------- | ---------------- | ---------------- | ---------------- | ---------------- | ---------------- |
| 2013             | 甲府             | 28               | J1               | 3                | 0                | 2                | 0                | 1                | 0                | 6                | 0                |
| 2014             | 甲府             | 28               | J1               | 2                | 0                | 2                | 0                | 1                | 0                | 5                | 0                |
| 2015             | 甲府             | 28               | J1               | 17               | 1                | 4                | 0                | 3                | 1                | 24               | 2                |
| 2016             | 甲府             | 28               | J1               | 25               | 0                | 3                | 0                | 1                | 0                | 29               | 0                |
| 2017             | 甲府             | 28               | J1               | 23               | 0                | 2                | 0                | 0                | 0                | 25               | 0                |
| 2018             | 甲府             | 28               | J2               | 11               | 0                | 4                | 0                | 3                | 0                | 18               | 0                |
| 2019             | 甲府             | 28               | J2               | 11               | 0                | -                | -                | 3                | 0                | 14               | 0                |
| 2020             | 甲府             | 28               | J2               | 4                | 0                | -                | -                | -                | -                | 4                | 0                |
| 通算             | 日本             | 日本             | J1               | 70               | 1                | 13               | 0                | 6                | 1                | 89               | 2                |
| 通算             | 日本             | 日本             | J2               | 26               | 0                | 4                | 0                | 6                | 0                | 36               | 0                |
| 総通算           | 総通算           | 総通算           | 総通算           | 96               | 1                | 17               | 0                | 12               | 1                | 125              | 2                |

- 公式戦初出場 - 2013年4月24日 ナビスコ杯予選リーグ第5節 vs川崎フロンターレ（山梨中銀スタジアム）
- Jリーグ初出場 - 2013年8月17日 J1第21節 vs川崎フロンターレ（山梨中銀スタジアム）
- Jリーグ初得点 - J12ndステージ第17節 vs清水エスパルス（山梨中銀スタジアム）

## タイトル

### クラブ
山梨学院大学
- 東京都大学サッカーリーグ3部 (2009年)
- 東京都大学サッカーリーグ2部 (2010年)

### 個人
- 東京都大学サッカーリーグ1部 MVP (2011年)
- 東京都大学サッカーリーグ1部 得点王 (2011年)